# ثيودورا كروبر
ثيودورا كوفيل كراكاو كروبر (بالإنجليزية: Theodora Kroeber) هي كاتبة أمريكية وعالمة أنثروبولوجيا إشتهرت بسبب تسجيلاتها لثقافات شعوب أمريكا الأصليين. ولدت ثيودورا في دينفر، كولارادو. ونشئت في مدينة تيلورايد. ودرست في جامعة كاليفورنيا، بيركلي. تزوجت عام 1921 للمرة الأولى لكنها ترملت بعد سنتين فقط. ثم تزوجت مرة ثانية عام 1926 من عالم الأنثروبولوجيا ألفريد لويس كروبر. وأنجبت منه طفلين بعد طفليها من زواجها الأولي. وكان الزوجان يسافران لمواقع عمل خاصة بألفريد بما في ذلك مواقع الحفر في البيرو.
بعد تسع سنوات من وفاة ألفريد عام 1960 تزوجت للمرة الثالثة من الفنان جون كوين. بدأت الكتابة الاحترافية بعمر متأخر. حيث نشرت لها مجموعة مترجمة من القصص التقليدية لسكان أمريكا الأصليين في سنة 1959. ثم نشرت «إيشي في عالمين» عام 1960, وهي تحكي قصة اخر عضو من قبيلة «ياهي» التي تعود لشمال كاليفورنيا، والتي كانت قد درستها بين عامي 1911 و1916. وقد حقق الكتاب الاخير مبيعات عالية وحظي بمديح كبير.
كما نشرت لها أعمال أخرى في سنواتها الأخيرة. بما في ذلك تعاون مع إبنتها «أورسولا ك. لو غوين». ونصوص في علم الانثروبولوجيا. عملت ثيودورا عضوا في مجلس إدارة جامعة كاليفورنيا لعام واحد قبل وفاتها عام 1979.

## بداياتها وتعليمها وزواجها الأول
ولدت في 24 آذار 1897 في دينفر، كولارادو. وعاشت هناك لأول أربع سنوات من عمرها. تحديدا في مدينة تيلورايد حيث كان والداها فيبي (الاسم قبل الزواج: جونستون) وتشارلز إيميت كراكاو يديران متجر تسوق. وفقا لعائلتها فأن جديها لوالدها مهاجران بولنديان وصلا إلى الولايات المتحدة عبر ألمانيا وانكلترا. بينما نشأت والدتها في مدينة وايومنغ.
كان لها أخوين أكبر منها بعشر وخمس سنوات. وقد درس الثلاثة في مدارس تيلورايد. ثم أصبح أخويها طبيبين. وصفت ثيودورا بكونها خجولة وانطوائية. لكن ثيودورا نفسها قالت بأنها حظيت بطفولة سعيدة.
كان اصدقائها يلقبونها «كراكي» نسبة لإسم عائلتها «كراكاو». وقد تخرجت من الثانوية عام 1915. ثم غادرت مع عائلتها إلى اورلاندو، كاليفورنيا بسبب مرض والدها. لكن والدها عانى من تراجع أعماله إضافة لإصابته بالعمى ومرض السل. فأقدم على الانتحار عام 1917. درست في جامعة كاليفورينا، بيركلي ابتداء من عام 1915. وقد فكرت بدراسة الاقتصاد أو الادب الإنجليزي. لكنها اختارت اخيرا التخصص في علم النفس. في الجامعة كونت صداقات دامت معها لبقية حياتها. بما في ذلك جاين ماكفارين الذي ألهمها لدراسة علم النفس.
تخرجت من الجامعة عام 1921بدرجة امتياز. حيث حضرت لدراسة الماجستير في نفس الجامعة وكتبت رسالتها للماجستير عن عشر عوائل تنخرط في سجن الأحداث من مدينة سان-فرانسيسكو. وقد تطوعت للعمل في اصلاحية لتساعدها في الرسالة. مما ألزمها بأن تلتقي العوائل وتدرس حالتهم وتكتب تقارير عنهم. كتبت لاحقا عن تلك الفترة قائلة أنها عانت من أجل أن تبقى حيادية عند الكتابة. 
حصلت على شهادة الماجستير في علم النفس السريري عام 1920. في تموز من عام 1921 تزوجت من كلينتون سبنسر براون، الذي كان طالب قانون في الجامعة. وقد كان يعاني من التهاب رئوي منذ مشاركته في الحرب العالمية الاولى في فرنسا. وتوفي في تشرين الأول من عام 1923 بعد ان رزقا بطفلين. عادت ثيودورا إلى منزل والدة زوجها في براون، وهي من شجعتها على العودة إلى الدراسة. اهتمت ثيودورا بدراسة ثقافة وفن قبائل أمريكا الاصلية بينما تعيش في سانتا-في. وبذلك قررت دراسة الانثروبولوجيا في نفس الجامعة.

## زواجها الثاني
عملت ثيودورا كمستشارة لألفريد لويس كروبر. وهو عالم انثروبولوجيا أمريكي متميز. وقد كان رئيسا لقسم الانثروبولوجيا في جامعة كاليفورنيا، بيركلي.
رغم أنها سبق ودرست على يد مساعده توماس واترمان، الا انها لم تلتق ألفريد قبل ذلك. بعد أن درست معه وتعرفت عليه وتزوجته في آذار من عام 1926. كان ألفريد أكبر منها بواحد وعشرين سنة. وقد تزوج سابقا وماتت زوجته بمرض السل عام 1913.
تبنى ألفريد طفلي ثيودورا ومنحهما إسمه. بعد ذلك رزقا بطفلين اخرين هما كارل واورسولا. وقد أصبح كل من كارل وكلفتون وثيودور أساتذة باللغة الإنجليزية والتاريخ وعلم النفس على التوالي. بينما أصبحت أورسولا كاتبة معروفة. في حزيران من عام 1926 ترك الزوجان أطفالهم مع والدة ثيودورا وغادرا في رحلة عمل إلى وادي نازكا في البيرو. دامت الرحلة ثمانية أشهر. وكانت تلك أول زيارة لثيودورا لموقع عمل كهذا. عملت هناك على تعريف وتنظيم الانواع. ورافقت ألفريد في رحلة أخرى إلى البيرو عام 1942.
نشرت أول ورقة أكاديمية لثيودورا عام 1926, تدرس تحليل المعلومات الانطولوجية، في مجلة الانثروبولوجي الأمريكي. بعد عودتهم من البيرو شجع ألفريد زوجته على مواصلة العمل على رسالة الدكتوراة لكنها رفضت. حيث شعرت أن على عاتقها الكثير من المسؤوليات. وقد صرحت لاحقا بأنها لم تمتلك «الطموح بالمعنى العام».
قضى الزوجان أغلب اوقات العام في منزل كبير على خليج سان-فرانسيسكو. كان ألفريد متعلقا بالمنزل كثيرا. وقد عاش الاثنان فيه حتى وفاتهما. بينما قضيا أوقات الصيف في منزل ريفي قديم في وادي نابا، حيث تغطي الأراضي التي يملكانها هناك مساحة 40 أيكر وتحمل اسم «كيشاميسي». وكان أصدقائهما من الامريكيين الاصليين يزورونهما دائما هناك. وقد أبقت ثيودورا على تواصل مع زملاء ألفريد واستقبلتهم في منزلهما في بيركلي.

## عملها في الكتابة
بدأت الكتابة بشكل جدي بعد تقاعدها وزوجها، في الوقت نفسه تقريبا الذي بدأت به أورسولا الكتابة. بين سنتي 1955 و1956 قضى الزوجان سنة في جامعة ستانفورد، وهناك كتبت رواية حول مدينة تليورايد. لكنها لم تنشر أبدا. مع ذلك ساعدتها الرواية على اتباع عادة ممارسة الكتابة بشكل يومي. في عام 1959 عندما كانت بعمر 62 سنة نشرت إعادة لأساطير تعود لشعوب شمال كاليفورنيا الاصليين بعنوان «الحوت الأرضي». وقد اختارت تلك القصة لأنها تحتوي أصالة مميزة. وقد اشتهر العمل لتوفيره القصة للجماهير، فقد «ترجمتها بحرفية باسلوب حساس شبيه بالشعر».
قضت العامين التاليين من حياتها تبحث في أدب إيشي. وهو اخر عضو معروف لقبيلة الياهي. وقد وجد في اوروفيل، كاليفورنيا عام 1911 حيث كان يتضور جوعا. ثم جلب إلى جامعة كاليفورنيا بيركلي. حيث صادقه ألفريد وقام بدراسته. توفي إيشي نتيجة لمرض السل عام 1916. وكتبت ثيودورا سيرة حياته بعد ذلك حيث لم يستطع زوجها القيام بالأمر. وقد نشرت بعنوان «إيشي في عالمين» عام 1961. أي بعد سنة من وفاة ألفريد. قالت ثيودورا بأنها وجدت صعوبة بكتابة العمل بسبب موضوعه الحساس. فقد كان عليها أن تصف الدمار الذي حل بقبيلة الياهي على يد المستعمرين البيض. وقد قضى إيشي نفسه سنوات طويلة في عزلة.

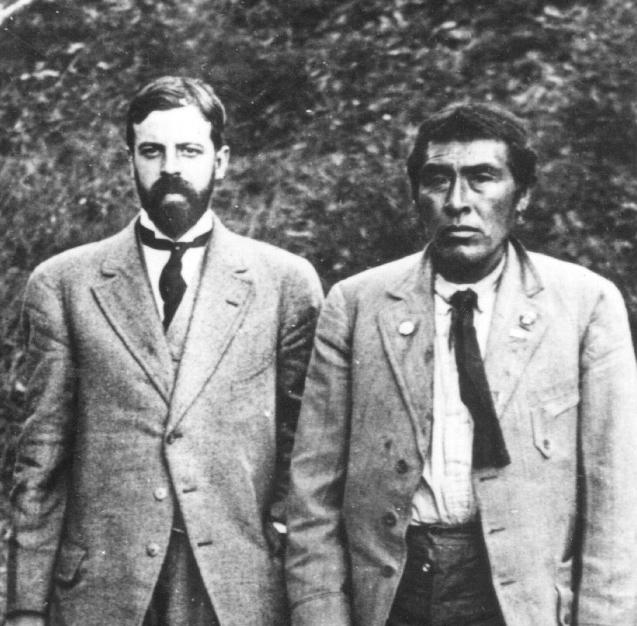
صورة لألفريد كروبر بصحبة إيشي تعود لعام 1911.

نشرت كذلك نسخة خاصة بالاطفال من القصة عام 1964. وذكرت بأنها كانت أصعب حتى لأنها اضطرت لتبسيط مفهوم الموت للقراء الصغار الغير معتادين عليه. نال الكتاب نجاح باهر وأسس لسمعتها ككاتبة أنثروبولوجيا. كما قد ترجم لتسع لغات وبيع منه مليون نسخة بحلول عام 2001. ذكر النقاد أن ثيودورا أظهرت موهبة «بجعلنا نعيش حياة لم نكن جزءا منها».
كما قيل في مراجعة أخرى عام 1979 ان تلك الاسطورة هي الأكثر شهرة بين قصص شعوب أمريكا الاصليين. وقد «كتبت بشكل جميل» و«أحيت ذكرى ثقافة الياهي».
في رثاء كتب عام 1980 قيل أن الكتاب قد قرأ أكثر من جميع أعمال ألفريد نفسه. كما تبني لعملين سينمائيين هما «إيشي: اخر افراد قبيلته» عام 1978 و«اخر افراد قبيلته» عام 1992.
نشرت مختارات عن حياة إيشي وعلاقته بألفريد عام 2013 بعد تحريرها من قبل إبنيّ ألفريد كارل وكلفتون. في السنوات التالية للعمل نشرت ثيودورا عدد من الأعمال بما في ذلك قصة قصيرة وروايتين. إضافة لاعمال خاصة بعلم الانثروبولوجيا. بعد وفاة ألفريد عام 1960 كتبت ثيودورا سيرة حياته ونشرتها عام 1970بعنوان «ألفريد كروبر: صورة شخصية». وقد وصف الكتاب بكونه «سيرة حساسة مكتوبة بصيغة لا تضاهى وترتيب معد». كما قيل في رثاء ألفريد أن الكتاب عمل مهم من وجهة نظر عالماء الأنثروبولوجيا ويماثل أهمية «إيشي في عالمين».
بعد اكمال قصة الأطفال تعاونت مع روبرت هايزر، وهو عالم أنثروبولوجيا من جامعة كاليفورنيا، بيركلي، لنشر سجلين صوريين لشعوب كاليفورنيا الاصليين. وهما «سلف تقريبا» الذي نشر عام 1968 و«مستمد من الحياة» الذي نشر عام 1976. احتوى السجلين على صور من مصادر عدة ترافقها نصوص كتبتها بنفسها. كما كتبت مقدمة لمجموعتين من كتابات ألفريد عامي 1976 و1989. وتعاونت مع إبنتها أورسولا في كتاب «تيلاي وتيليسوس», وهي مجموعة شعرية نشرت عام 1979.

## لاحقا في حياتها
تزوجت ثيودورا من جون كوين عام 1969. الذي كان يعمل لدى نادي سييرا وعمل كمحرر لكتاب «سلف تقريبا». كان جون فنان ومعالج نفسي وأصغر من ثيودورا ببضعة عقود.
كتبت عن فرق العمر بينهما وبينها وزوجها السابق في مقالة عام 1976. شجع كوين زوجته على انهاء كتابة سيرة حياة ألفريد التي كانت تعاني لانهائها. بعد عشر سنوات بدأت صحتها بالتدهور عندما بدأت بكتابة سيرتها الذاتية. وقد نشرت بعد وفاتها. وصفت ثيودورا اراءها السياسية بأنها تعود لليبرالية الثلاثينيات. وقد ناصرت الحزب الديمقراطي طويلا وساهمت في مسيرات سلام في سنواتها الأخيرة.
قدم لها موقع في مجلس إدارة جامعة كاليفورنيا، بيركلي من قبل جيري براون عام 1977. وقد شغلته لسنة واحدة قبل أن تستقيل. كان اخر عمل لها هو إرسال مذكرة لبقية أعضاء المجلس تتتحدث عن مشاركة الجامعة بأبحاث الأسلحة النووية. وقد قالت بها، «أن المجلس يلتزم بلا خجل بتطوير العلم وممارسة الحرب للانسان وتدمير الأرض».
توفيت ثيودورا في 4 تموز 1979 جراء مرض السرطان في منزلها ببيركلي.